# 伊佐拉 (斯洛維尼亞)
伊佐拉，是斯洛維尼亞西南部伊佐拉市鎮的城镇及行政中心。位於亞德里亞海沿岸，伊斯特拉半島上。其名稱來源於義大利語Isola（島嶼之意）。

## 名人
- 尼諾·本韋努蒂（1938年－），拳擊冠軍
- 達科·米蘭尼奇（1967年－)，足球經理
- 瓦西里·日博加爾（1975年－），奧運會帆船金牌

## 外部連結
- 官方網站 （页面存档备份，存于）